# Valea Hotarului, Maramureș

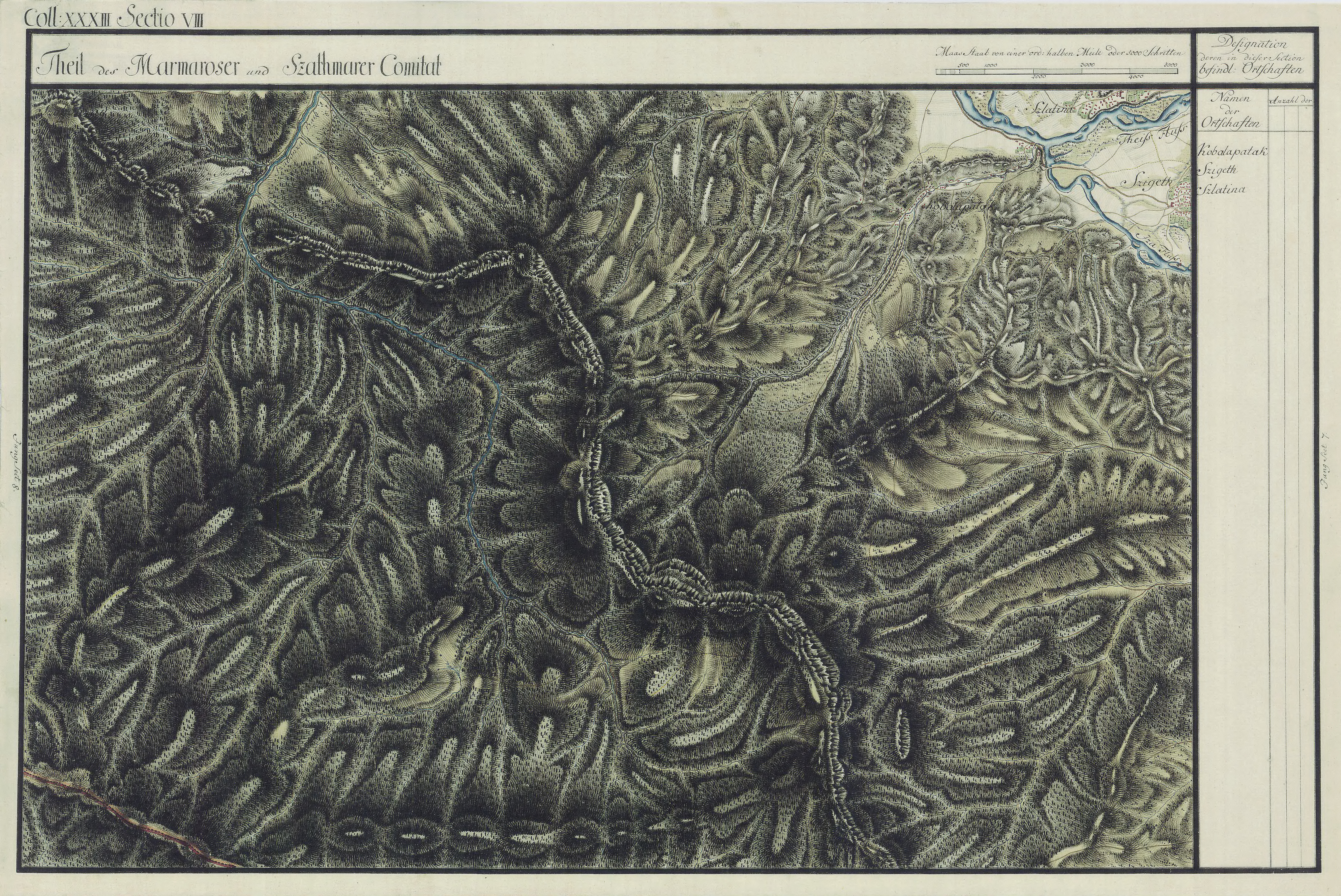
Valea Hotarului în Harta Iosefină a Comitatului Maramureşului, 1782-85

Valea Hotarului (în maghiară Határvölgy) este o localitate componentă a municipiului Sighetu Marmației din județul Maramureș, Transilvania, România.

## Etimologie
Etimologia numelui localității: din Vale (< subst. vale „depresiune” < lat. vallis) + Hotar (< subst. hotar „graniță" < magh. határ < germ. dial. hotter „gard de nuiele impletite"). 

## Demografie
La recensământul din 2011, populația era de 1.417 locuitori. 